# Jenny Rosenthal Bramley
Jenny Rosenthal Bramley (Moscou, Rússia, 31 de julho de 1909 — Lancaster, Pensilvânia, 26 de maio de 1997) foi uma física russa. Jenny foi a primeira mulher a conseguir o título de doutorado de uma instituição americana, e a segunda mulher eleita como membro do Instituto de Engenheiros Eletricistas e Eletrônicos.